# Vandkanon
En vandkanon er en indretning der udsender en vandstråle under højt tryk og anvendes normalt af uropoliti eller til brandslukning.
Vandpistoler er små, håndholdte vandkanoner til legetøjsbrug; typisk med mere beskedent tryk.
| Våben | Spire Denne artikel om våben er en spire som bør udbygges. Du er velkommen til at hjælpe Wikipedia ved at udvide den. |

| Politi | Spire Denne politirelaterede artikel er en spire som bør udbygges. Du er velkommen til at hjælpe Wikipedia ved at udvide den. |